# Kamaishi
Kamaishi (釜石市, Kamaishi-shi) est une ville localisée dans la préfecture d'Iwate, au Japon

## Géographie

Vue aérienne du centre de Kamaishi en 1977

C'est une localité typique du littoral à rias, constituée de petites agglomérations disséminées dans les nombreuses baies qui se succèdent le long de la côte.

### Situation
Kamaishi est située dans le sud-est de la préfecture d'Iwate, entre les monts Kitakami à l'ouest et l'océan Pacifique à l'est. La ville est à un peu moins de 300 kilomètres au nord de Fukushima et à 600 kilomètres au nord de Tokyo.

### Municipalités limitrophes
| Tōno   | Ōtsuchi  | océan Pacifique |
| Tōno   | Kamaishi | océan Pacifique |
| Sumita | Ōfunato  | océan Pacifique |

### Démographie
En 2008, la population de Kamaishi était de 41 022 habitants, répartis sur une superficie de 441,42 km2 (densité de population de 92 hab./km2).
La population était d'environ 40 000 personnes en 2011, avant le séisme du Tohoku. Le 31 mars 2020, on dénombre 32 609 habitants.
Cette population est en baisse continue par rapport aux 90 000 habitants des années 1960, quand les usines sidérurgiques tournaient à plein.

### Climat
Kamaishi a un climat subtropical humide caractérisé par des étés doux et des hivers froids. La température moyenne annuelle à Kamaishi est de 10,1 °C. La pluviométrie annuelle moyenne est de 1 453 mm, septembre étant le mois le plus humide.

## Histoire
La ville s'est beaucoup développée grâce à l'activité de la mine de fer et de cuivre qui fonctionna de 1858 à 1993.

### Catastrophe de 2011
Kamaishi a été très gravement endommagée par le séisme de 2011 de la côte Pacifique du Tōhoku et le tsunami consécutif : 1 250 habitants ont été tués ou sont portés disparus et la ville a été en partie détruite. Au moins 4 des 69 sites d’évacuation indiqués et trois des 14 écoles de la ville étaient inondés. Sur les 2 900 élèves qui fréquentaient les écoles de la ville, cinq élèves du primaire ou du premier cycle du secondaire ont été tués ou sont portés disparus.
Le mur brise-lames s’est en grande partie effondré sous la première vague de 9 mètres de haut. Ce brise-lames de protection long d'environ 2 km et de 63 m de profondeur avait été achevé en mars 2009, après trois décennies de construction et un coût de 1,5 milliard de dollars. Il était reconnu par le Guinness World Records comme le brise-lames le plus profond du monde. « Les vagues déviées du brise-lames et chargées en déchets, dont les débris du mur, sont également fortement suspectées d’avoir aggravé la situation au contact de la ville. » Le brise-lames sera reconstruit malgré l'opposition d'une partie des habitants.
Depuis, la ville s'est relevée grâce à l'énergie de ses habitants. Une concertation avec des architectes et urbanistes a favorisé la participation des habitants aux décisions les concernant. Mais leur rôle était uniquement consultatif, du point de vue de l'administration.
Kamaishi a accueilli la Coupe du monde de rugby en septembre  2019, dans un stade flambant neuf pouvant accueillir 16 000 spectateurs pour l'occasion, avec des gradins démontables. Après le passage du typhon Hagibis, les joueurs canadiens ont aidé les habitants à nettoyer la ville.

## Transports
La ville est desservie par la ligne Kamaishi de la JR East et la ligne Rias de la Santetsu. La gare de Kamaishi est la principale gare de la ville.

## Jumelages
- Digne-les-Bains (France) depuis 1994[8]

## Personnalités
- Ryuho Kikuchi (né en 1996), footballeur, y est né.